# Theo Hochwald
Theo H. Hochwald (Rotterdam, 25 juli 1918 - Kaatsheuvel, 15 juni 2002) was een Nederlandse attractieparkmedewerker bij het sprookjespark De Efteling in de periode 1952-1983.

Begonnen als 'chef de reception' (gastheer bij de entree) heeft hij later, tot aan zijn pensionering in 1983, als decorateur gewerkt op de afdeling Decoratie en Vormgeving.

## Leermeester
Theo Hochwald heeft geen schildersopleiding gevolgd, maar is in het decoratievak ter plekke 'geoefend' door zijn leermeester, Anton Pieck. Regelmatig kwam Pieck, na afloop van de wekelijkse op woensdagmiddag gehouden besprekingen in de Efteling, even de werkplaats binnen waar Theo aan het werk was. Dan opende Pieck zijn tas en liet hij enthousiast zien wat hij in de voorafgaande week had ontworpen. Zo was Theo vaak al vroeg op de hoogte van de nieuwste ontwikkelingen in het park. Uit de contacten met Pieck is een dermate vriendschap ontstaan, dat Theo Hochwald bij zijn pensionering in 1983, mede namens de collega's, van Pieck een originele ets kreeg van De Wilg.

## Decoratie
Omdat de decoratieafdeling het meeste gebruik maakte van de tekeningen van Anton Pieck, was het Theo Hochwald die de tekeningen (ca. 1.400 stuks) onder zijn beheer had en ze een voor een catalogiseerde in een ringband. Wanneer er een vouwtje kwam in een tekening nam hij theedoek en strijkijzer en streek de tekeningen weer helemaal glad. Theo's handschrift is nog op diverse tekeningen onder in de hoek terug te vinden, waar hij het nummer van de tekening vermeldde (een voorbeeld is terug te vinden op blz. 4 van het boek De Efteling - Kroniek van een Sprookje).
In 1982 zijn diverse originele tekeningen van Anton Pieck tentoongesteld tijdens de Eftelingmanifestatie "De Efteling - Gisteren, vandaag en morgen", die werd gehouden op 16 en 17 oktober 1982 in de Werft te Kaatsheuvel. De originele tekeningen, die voor dat ene weekend waren verzekerd voor 2 miljoen gulden (€ 90.750,00), werden de maandag erop per abuis gedeponeerd in de kelders van het Spookslot. Bijna twee jaar later - Hochwald was inmiddels met pensioen - werden de door schimmel en vocht gehavende tekeningen bij toeval door een medewerker ontdekt. Tegenwoordig wordt het Eftelingarchief, waaronder de tekeningen van Pieck, beheerd door Eftelingmedewerkster Gerrie van Dongen.

## Stem
Vanwege zijn bijzondere stemklank, heeft Theo Hochwald de eerste Holle Bolle Gijs (locatie Anton Pieckplein) en Kleine Boodschap ingesproken. Meer bekend echter is zijn stem van het Kinderspoor in de Speeltuin, beter bekend als de Traptreintjes: "Per coupé mogen slechts twee kinderen mee. Stoppen en botsen is verboden. Rijd de tweede keer, het station laaaang-zaam binnen."
Toen een van de jonge bezoekers jaren later Hochwald in levenden lijve ontmoette, was zijn reactie: "U ziet er precies zo uit, zoals ik me u bij uw stem had voorgesteld." In 1977 kon men Theo's stem beluisteren bij het beeld van de Oosterse Geest die het in 1978 te openen Spookslot aankondigde. 
Een van de laatste figuren die Hochwald insprak was de verkoper van (vliegende) tapijten in Fata Morgana. Omdat de Engelse tekst fonetisch was uitgeschreven sloop er een spraakfoutje in ("Bienau peeleeter", wat stond voor "Buy now, pay later"). Zijn 'boze krachtterm' in het Farsi (oud-Perzisch) daarentegen was foutloos en overtuigend.

## Poppenkast
Hochwald schreef en speelde diverse verhalen voor de Poppenkast op het Anton Pieckplein. Ook sprak hij, met diverse stemmen, het poppenkastspel in op band. Bekend zijn Het geheim van de Lange Nek, Betsy Spinnekop en Het geheim van de Bruidstaart. Het laatste stuk is geschreven ter gelegenheid van de bruiloft van een parkgast.

## Festiviteiten
Ook voor incidentele festiviteiten werd dikwijls een beroep gedaan op Theo Hochwald. Vanwege zijn toneelervaring (eerst als acteur, later als regisseur) bij de Kaatsheuvelse toneelvereniging Crescendo, speelde hij in 1966 de fakir die de gasten, waaronder de ambassadeur van België, toesprak bij de opening van de Indische Waterlelies. Ter gelegenheid van de 80e verjaardag van Anton Pieck vond er in de Efteling een breugeliaans feest plaats. Bij die gelegenheid was Hochwald koetsier om de gasten te rijden. Met het tweespan reed Hochwald langs het podium waarop Anton Pieck met zijn vrouw en vele gasten hadden plaatsgenomen. Hochwald, die tijdens zijn militaire diensttijd bij het 2e regiment Huzaren was ingedeeld, bracht het eresaluut met de zweep, zoals dat ook op Prinsjesdag gebeurt. Anton Pieck herkende de groet direct, stond op en applaudisseerde.

## Fata Morgana
Om de bewegingstechnieken van de poppen in de in 1986 te openen attractie Fata Morgana zo levensecht mogelijk uit te beelden, heeft Hochwald bijna alle poppen uit de attractie een voor een voor de camera uitgebeeld. Alleen voor het uitbeelden van de danseressen bij de Pasja heeft hij bedankt. Overigens leende Hochwald ook hier - zij het voor het laatst - zijn stem aan een van de figuranten, namelijk de tapijtenverkoper op de markt. Wanneer de boot voorbijvaart roept hij de bezoekers boos in het Arabisch toe: "Maza koeloe liabeia-zarabie lahoem?!" wat zoveel betekent als: "Wat moet ik nog meer zeggen om die tapijten aan hen te verkopen?!"
Lijst van attracties in de Efteling · Lijst van sprookjes in de Efteling · Afbeeldingen